# Francesco Bagnaia
Francesco Bagnaia, biệt danh Pecco (sinh ngày 14 tháng 1 năm 1997) là một tay đua mô tô người Italia. Bagnaia là tay đua vô địch giải đua xe MotoGP 2022 và 2023.
Mùa giải 2024 Bagnaia thi đấu cho đội đua Ducati Lenovo Team.

## Sự nghiệp
Bagnaia là thành viên của học viện VR46 Academy của Valentino Rossi. Từ năm 2013-2016 anh đua thể thức Moto3 với thành tích tốt nhất là hạng tư chung cuộc ở mùa giải 2016.
Mùa giải 2017-2018: Bagnaia đua thể thức Moto2 cho đội đua Sky Racing Team VR46 của Valentino Rossi. Năm 2018, Bagnaia đoạt chức vô địch Moto2, trở thành tay đua đầu tiên mang về chức vô địch cho đội đua Team VR46, và là tay đua thứ 2 xuất thân từ học viện tay đua trẻ VR46 Academy đoạt chức vô địch sau người đàn anh Franco Morbidelli.
Mùa giải 2019: Bagnaia ký hợp đồng trực tiếp với Ducati và được họ cho đội đua Pramac mượn trong hai mùa giải 2019-2020. Ở đây anh làm đồng đội với Jack Miller. Kết quả cao nhất trong mùa giải này của Bagnaia là vị trí thứ 4 ở GP Úc. Ở chặng đua cuối cùng-GP Valencia, Bagnaia bị chấn thương khi chạy Practice nên không tham gia cuộc đua chính.
Mùa giải MotoGP 2020: Bagnaia được Ducati nâng cấp chiếc xe ngang hàng với Miller, anh có cơ hội lên podium MotoGP đầu tiên ở chặng 2 GP Andalucia nhưng đã bỏ lỡ vì bị hư động cơ. Sau đó anh bị chấn thương nặng khi đua thử ở chặng 3-GP Séc, phải nghỉ thi đấu 3 chặng. Anh chống nạng để thi đấu chặng đua thứ 6-GP San Marino và bất ngờ giành được podium đầu tiên, chiến thắng chặng đua này là Franco Morbidelli. Bagnaia tiếp tục thi đấu rất sung ở chặng 7-GP Emilia Romagna, cũng diễn ra ở trường đua Misano như chặng 6. Đáng tiếc là khi đã vượt lên dẫn đầu và có khoảng cách an toàn thì Bagnaia lại để ngã xe bỏ cuộc, để chiến thắng lại cho Maverick Vinales.
Đó cũng là những dấu ấn đáng nhớ nhất của Bagnaia trong mùa giải 2020, bởi ở các chặng đua sau đó, dù đã bình phục hoàn toàn chấn thương nhưng tay đua người Italia lại thi đấu rất mờ nhạt, số lần bỏ cuộc nhiều hơn số lần cán đích.
Mùa giải MotoGP 2021: Bagnaia và Jack Miller cùng được đôn lên đội đua xưởng Ducati. Anh có lần đầu giành được pole MotoGP ngay ở chặng đua mở màn-GP Qatar và cán đích ở vị trí thứ 3. Ở chặng 3-GP Bồ Đào Nha, Bagnaia bị hủy kết quả pole-lap do lập thành tích khi có cờ vàng, nên chỉ có vị trí xuất phát từ P11 nhưng anh vẫn có thể về nhì. Sau khi cùng đồng đội Jack Miller mang về chiến thắng 1-2 cho Ducati (Bagnaia về nhì) ở chặng đua thứ 4-GP Tây Ban Nha thì Bagnaia có lần đầu tiên trong sự nghiệp vươn lên dẫn đầu BXH tổng MotoGP. Nhưng anh để mất vị trí này vào tay Fabio Quartararo ngay ở chặng 5-GP Pháp khi chỉ về đích thứ 5.
Chặng 6-GP Italia, Bagnaia đã vượt lên dẫn đầu sau pha xuất phát, song cũng nhanh chóng để ngã xe, phải bỏ cuộc, bỏ lỡ cơ hội tỏa sáng trước khán giả nhà, đây là cuộc đua mà Bagnaia là một trong số các tay đua bị ảnh hưởng tâm lý mạnh nhất bởi sự kiện tay đua trẻ Jason Dupasquier qua đời trước đó một ngày.
Bagnaia có lần đầu tiên chiến thắng thể thức MotoGP ở chặng đua Aragon, nơi anh có cuộc đấu quyết liệt với Marc Marquez. Giữ vững phong độ, Bagnaia thắng tiếp chặng đua San Marino.

## Thống kê thành tích

### Theo năm
| Năm  | Giải   | Xe        | Đội đua                         | Số chặng | Chiến thắng | Podium | Pole | FLap | Pts  | Plcd | Vô địch |
| ---- | ------ | --------- | ------------------------------- | -------- | ----------- | ------ | ---- | ---- | ---- | ---- | ------- |
| 2013 | Moto3  | FTR Honda | San Carlo Team Italia           | 17       | 0           | 0      | 0    | 0    | 0    | NC   | –       |
| 2014 | Moto3  | KTM       | Sky Racing Team VR46            | 16       | 0           | 0      | 0    | 1    | 50   | 16th | –       |
| 2015 | Moto3  | Mahindra  | Mapfre Team Mahindra            | 18       | 0           | 1      | 0    | 1    | 76   | 14th | –       |
| 2016 | Moto3  | Mahindra  | Pull & Bear Aspar Mahindra Team | 18       | 2           | 6      | 1    | 0    | 145  | 4th  | –       |
| 2017 | Moto2  | Kalex     | Sky Racing Team VR46            | 18       | 0           | 4      | 0    | 0    | 174  | 5th  | –       |
| 2018 | Moto2  | Kalex     | Sky Racing Team VR46            | 18       | 8           | 12     | 6    | 3    | 306  | 1st  | 1       |
| 2019 | MotoGP | Ducati    | Pramac Racing                   | 18       | 0           | 0      | 0    | 0    | 54   | 15th | –       |
| 2020 | MotoGP | Ducati    | Pramac Racing                   | 11       | 0           | 1      | 0    | 2    | 47   | 16th | –       |
| 2021 | MotoGP | Ducati    | Ducati Lenovo Team              | 18       | 4           | 9      | 6    | 4    | 252  | 2nd  | –       |
| 2022 | MotoGP | Ducati    | Ducati Lenovo Team              | 20       | 7           | 10     | 5    | 3    | 265  | 1st  | 1       |
| 2023 | MotoGP | Ducati    | Ducati Lenovo Team              | 19       | 7           | 15     | 7    | 3    | 467  | 1st  | 1       |
| Tổng | Tổng   | Tổng      | Tổng                            | 191      | 28          | 58     | 25   | 17   | 1836 |      | 3       |

### Theo giải đua
| Giải đua | Năm       | Chiến thắng đầu tiên | 1st Pod         | 1st Win          | Số chặng | Chiến thắng | Podium | Pole | FLap | Pts  | Vô địch |
| -------- | --------- | -------------------- | --------------- | ---------------- | -------- | ----------- | ------ | ---- | ---- | ---- | ------- |
| Moto3    | 2013–2016 | 2013 Qatar           | 2015 France     | 2016 Netherlands | 69       | 2           | 7      | 1    | 2    | 271  | 0       |
| Moto2    | 2017–2018 | 2017 Qatar           | 2017 Spain      | 2018 Qatar       | 36       | 8           | 16     | 6    | 3    | 480  | 1       |
| MotoGP   | 2019–nay  | 2019 Qatar           | 2020 San Marino | 2021 Aragon      | 86       | 18          | 35     | 18   | 12   | 1085 | 2       |
| Tổng     | 2013–nay  | 2013–nay             | 2013–nay        | 2013–nay         | 191      | 28          | 58     | 25   | 17   | 1836 | 3       |

### Chi tiết
(ghi chú) (Chữ in đậm nghĩa là tay đua giành pole, chữ in nghiêng nghĩa là tay đua giành fastest lap
| Năm  | Giải đua | Xe        | 1       | 2       | 3        | 4       | 5        | 6       | 7       | 8       | 9       | 10      | 11       | 12      | 13       | 14      | 15      | 16      | 17      | 18      | 19      | 20     | Pos  | Pts |
| ---- | -------- | --------- | ------- | ------- | -------- | ------- | -------- | ------- | ------- | ------- | ------- | ------- | -------- | ------- | -------- | ------- | ------- | ------- | ------- | ------- | ------- | ------ | ---- | --- |
| 2013 | Moto3    | FTR Honda | QAT 23  | AME 22  | SPA 26   | FRA 20  | ITA 24   | CAT 17  | NED 26  | GER 30  | INP Ret | CZE 28  | GBR Ret  | RSM Ret | ARA 17   | MAL 16  | AUS Ret | JPN 20  | VAL Ret |         |         |        | NC   | 0   |
| 2014 | Moto3    | KTM       | QAT 10  | AME 7   | ARG Ret  | SPA 8   | FRA 4    | ITA Ret | CAT 10  | NED DNS | GER DNS | INP Ret | CZE 17   | GBR 21  | RSM Ret  | ARA 24  | JPN 13  | AUS 11  | MAL Ret | VAL 16  |         |        | 16th | 50  |
| 2015 | Moto3    | Mahindra  | QAT 9   | AME Ret | ARG 11   | SPA 7   | FRA 3    | ITA 4   | CAT 20  | NED 11  | GER Ret | INP Ret | CZE 12   | GBR Ret | RSM 8    | ARA 11  | JPN 15  | AUS Ret | MAL 17  | VAL 13  |         |        | 14th | 76  |
| 2016 | Moto3    | Mahindra  | QAT 3   | ARG 23  | AME 14   | SPA 3   | FRA 12   | ITA 3   | CAT Ret | NED 1   | GER 10  | AUT 11  | CZE Ret  | GBR 2   | RSM 21   | ARA 16  | JPN 6   | AUS Ret | MAL 1   | VAL Ret |         |        | 4th  | 145 |
| 2017 | Moto2    | Kalex     | QAT 12  | ARG 7   | AME 16   | SPA 2   | FRA 2    | ITA 22  | CAT 13  | NED 10  | GER 3   | CZE 7   | AUT 4    | GBR 5   | RSM 3    | ARA 10  | JPN 4   | AUS 12  | MAL 5   | VAL 4   |         |        | 5th  | 174 |
| 2018 | Moto2    | Kalex     | QAT 1   | ARG 9   | AME 1    | SPA 3   | FRA 1    | ITA 4   | CAT 8   | NED 1   | GER 12  | CZE 3   | AUT 1    | GBR C   | RSM 1    | ARA 2   | THA 1   | JPN 1   | AUS 12  | MAL 3   | VAL 14  |        | 1st  | 306 |
| 2019 | MotoGP   | Ducati    | QAT Ret | ARG 14  | AME 9    | SPA Ret | FRA Ret  | ITA Ret | CAT Ret | NED 14  | GER 17  | CZE 12  | AUT 7    | GBR 11  | RSM Ret  | ARA 16  | THA 11  | JPN 13  | AUS 4   | MAL 12  | VAL DNS |        | 15th | 54  |
| 2020 | MotoGP   | Ducati    | SPA 7   | ANC Ret | CZE DNS  | AUT     | STY      | RSM 2   | EMI Ret | CAT 6   | FRA 13  | ARA Ret | TER Ret  | EUR Ret | VAL 11   | POR Ret |         |         |         |         |         |        | 16th | 47  |
| 2021 | MotoGP   | Ducati    | QAT 3   | DOH 6   | POR 2    | SPA 2   | FRA 4    | ITA Ret | CAT 7   | GER 5   | NED 6   | STY 11  | AUT 2    | GBR 14  | ARA 1    | RSM 1   | AME 3   | EMI Ret | ALR 1   | VAL 1   |         |        | 2nd  | 252 |
| 2022 | MotoGP   | Ducati    | QAT Ret | INA 15  | ARG 5    | AME 5   | POR 8    | SPA 1   | FRA Ret | ITA 1   | CAT Ret | GER Ret | NED 1    | GBR 1   | AUT 1    | RSM 1   | ARA 2   | JPN Ret | THA 3   | AUS 3   | MAL 1   | VAL 9  | 1st  | 265 |
| 2023 | MotoGP   | Ducati    | POR 1   | ARG 166 | AME Ret1 | SPA 12  | FRA Ret3 | ITA 1   | GER 2   | NED 12  | GBR 2   | AUT 1   | CAT DNS2 | RSM 3   | IND Ret2 | JPN 23  | INA 18  | AUS 2   | THA 27  | MAL 3   | QAT 25  | VAL 15 | 1st  | 467 |